# 现在完成时
现在完成式是现在时和完成體的语法组合，用于強調造成現時後果或現時狀態的过去所發生的動作。主要用來描述：
- 始於過去的動作或狀態，到目前仍持續著
- 在一段時間內做過、但還沒有結束的動作
- 在過去到現在之間的一段不明確的時間內重複發生的動作
- 發生時間並不重要的動作[2]

在現代英語中，用于构成现在完成式的助动词是have（第一人稱、第二人稱）或has（第三人稱）。因此，一个典型的现在完成時的句子由主语、助动词have/has和动词的过去分词组成。例如：
- I have done so much in my life.（我一生中已做了許多事）
- You have gone to school.（你已上過學了）
- He has already arrived in U.S.A.（他已經到了美國）
- He has had child after child... （他已經有了一個又一個的孩子）
- Lovely tales that we have heard or read...（我們都看過的美好的故事）
- I have eaten spaghetti.（我已經吃了意大利麵）